# Brasiliens Grand Prix 1974
Brasiliens Grand Prix 1974 var det andra av 15 lopp ingående i formel 1-VM 1974. 

## Resultat
1. Emerson Fittipaldi, McLaren-Ford, 9 poäng
2. Clay Regazzoni, Ferrari, 6
3. Jacky Ickx, Lotus-Ford, 4
4. Carlos Pace, Surtees-Ford, 3
5. Mike Hailwood, McLaren-Ford, 2
6. Ronnie Peterson, Lotus-Ford, 1
7. Carlos Reutemann, Brabham-Ford
8. Patrick Depailler, Tyrrell-Ford
9. James Hunt, Hesketh (March-Ford)
10. Jean-Pierre Beltoise, BRM
11. Graham Hill, Hill (Lola-Ford)
12. Denny Hulme, McLaren-Ford
13. Jody Scheckter, Tyrrell-Ford
14. Henri Pescarolo, BRM
15. Richard Robarts, Brabham-Ford
16. François Migault, BRM
17. Jochen Mass, Surtees-Ford

### Förare som bröt loppet
- John Watson, John Goldie Racing (Brabham-Ford) (varv 27, koppling)
- Hans-Joachim Stuck, March-Ford (24, transmission)
- Jean-Pierre Jarier, Shadow-Ford (21, bromsar)
- Arturo Merzario, Williams (Iso Marlboro-Ford) (20, gasspjäll)
- Peter Revson, Shadow-Ford (10, överhettning)
- Howden Ganley, March-Ford (8, tändning)
- Niki Lauda, Ferrari (2, motor)
- Guy Edwards, Hill (Lola-Ford) (2, chassi)

## VM-ställning
| Förarmästerskapet 1. Clay Regazzoni, Ferrari, 10 2. Denny Hulme, McLaren-Ford, 9 Emerson Fittipaldi, McLaren-Ford, 9 3. Niki Lauda, Ferrari, 6 | Konstruktörsmästerskapet 1. McLaren-Ford, 18 2. Ferrari, 12 3. Lotus-Ford, 4 |